# ZFC in het seizoen 1966/67
Het seizoen 1966/1967 was het 12e jaar in het bestaan van de Zaandamse betaaldvoetbalclub ZFC. De club kwam uit in de Tweede divisie en eindigde daarin op de 13e plaats.

## Wedstrijdstatistieken

### Tweede divisie
|       | AGOVV | Baronie | EDO   | Excelsior | Fortuna | Gooiland | Haarlem | Heerenveen | Helmondia '55 | Hermes DVS | Hilversum | HVC   | Limburgia | NOAD  | PEC   | Roda JC | Tubantia | Veendam | FC VVV | Wageningen | Wilhelmina | Zwolsche Boys |
| ----- | ----- | ------- | ----- | --------- | ------- | -------- | ------- | ---------- | ------------- | ---------- | --------- | ----- | --------- | ----- | ----- | ------- | -------- | ------- | ------ | ---------- | ---------- | ------------- |
| Thuis | 2 – 1 | 1 – 0   | 3 – 0 | 0 – 0     | 1 – 3   | 1 – 0    | 1 – 1   | 2 – 1      | 1 – 0         | 1 – 1      | 2 – 0     | 1 – 2 | 1 – 2     | 0 – 2 | 3 – 2 | 0 – 2   | 5 – 2    | 0 – 2   | 0 – 0  | 2 – 1      | 0 – 0      | 2 – 0         |
| Uit   | 0 – 2 | 0 – 0   | 2 – 2 | 1 – 0     | 4 – 0   | 1 – 1    | 2 – 0   | 0 – 2      | 4 – 0         | 1 – 0      | 0 – 2     | 2 – 0 | 1 – 0     | 1 – 0 | 1 – 3 | 2 – 0   | 0 – 2    | 3 – 2   | 2 – 1  | 1 – 1      | 2 – 2      | 0 – 2         |

## Statistieken ZFC 1966/1967

### Eindstand ZFC in de Nederlandse Tweede divisie 1966 / 1967
| Stand | Gespeeld | Gewonnen | Gelijk | Verloren | Punten | Doelpunten voor | Doelpunten tegen |
| ----- | -------- | -------- | ------ | -------- | ------ | --------------- | ---------------- |
| 13e   | 44       | 17       | 10     | 17       | 44     | 51              | 52               |

### Topscorers
| Competitie \| # \| Naam \| \| \| ---------------- \| ------------------------ \| -- \| \| 1. \| Harry Polman \| 11 \| \| 2. \| Jan Brouwer \| 9 \| \| 3. \| Map Marijt \| 7 \| \| 4. \| Jan Wagendrever \| 5 \| \| 5. \| Abe van den Ban \| 4 \| \| 5. \| Rob de Vries \| 4 \| \| 5. \| Gerrit Zwarthoed \| 4 \| \| 9. \| Harmen Veerman \| 2 \| \| 10. \| Ab ten Broek \| 1 \| \| 10. \| Henk van Meteren \| 1 \| \| Eigen doelpunten \| \| \| \| – \| Jan van 't Hek (FC VVV) \| \| \| – \| Hans van Houttum (AGOVV) \| \| \| – \| Wilco Schras (Hilversum) \| \| \| Totaal \| Totaal \| 51 \| |                          |      |
| # | Naam                     | Goal |
| 1. | Harry Polman             | 11   |
| 2. | Jan Brouwer              | 9    |
| 3. | Map Marijt               | 7    |
| 4. | Jan Wagendrever          | 5    |
| 5. | Abe van den Ban          | 4    |
| 5. | Rob de Vries             | 4    |
| 5. | Gerrit Zwarthoed         | 4    |
| 9. | Harmen Veerman           | 2    |
| 10. | Ab ten Broek             | 1    |
| 10. | Henk van Meteren         | 1    |
| Eigen doelpunten |                          |      |
| – | Jan van 't Hek (FC VVV)  |      |
| – | Hans van Houttum (AGOVV) |      |
| – | Wilco Schras (Hilversum) |      |
| Totaal | Totaal                   | 51   |

## Voetnoten
AGOVV · Baronie · EDO · Excelsior · Fortuna · Gooiland · Haarlem · Heerenveen · Helmondia '55 · Hermes DVS · Hilversum · HVC · Limburgia · NOAD · PEC · Roda JC · Tubantia · Veendam · FC VVV · Wageningen · Wilhelmina · ZFC · Zwolsche Boys